# Mimosina
Mimosina o leucenol es un alcaloide, hidroxi-β-3-4 piridona aminoácido. Es un aminoácido tóxico no proteinogenico  químicamente similar a la tirosina, que fue aislado de Mimosa pudica. Ocurre en algunos otras especies de Mimosa y todos los miembros del género Leucaena de estrecha relación.
Este compuesto, también conocido como leucenol, fue aislado por primera vez de las semillas de Leucaena glauca Benth., y más tarde fue investigado por Adams y compañeros de trabajo.

## Propiedades
Mimosina funde con descomposición. El clorhidrato de sal se funde de 174,5 a 175,0 °C, con descomposición; el bromhidrato descompone a 179,5 °C, y el hidroyoduro se descompone a 183,0 a 183,5 °C. Mimosina solo forma ácidos monobásicos, pero el éster metílico forma un dihidrocloruro, C7H9O2N2(COOMe)•2 HCl•½ H2O, mp. 175–6 °C.

## Efectos biológicos
Mimosina detiene la división de las células en la fase G1 tardía mediante la inhibición de iniciación de la replicación de ADN. En los rumiantes, la mimosina es degradada a 3,4 y 2,3-dihydroxypyridone (3,4- y 2,3-DHP).
Aunque toxicosis ha ocurrido en Australia, Papúa Nueva Guinea, África y Florida, no ha sido registrada en cualquier otra región tropical y subtropical. Cabras en Birmania perdieron el pelo cuando fueron alimentadas con una dieta que contenía 50% de Leucaena. Las cabras y ganado en Hawái son capaces de degradar el 3,4-DHP rumen. La tolerancia podría estar relacionado con la presencia o ausencia de microbios tolerantes a la mimosina y 3,4-DHP. Se sabe que al menos que las cabras australianas no comparten las habilidades de sus homólogos de Hawái.
Bickel y Wibaut  encontraron en experimentos de alimentación con ratas y ratones que leucenol es probablemente el componente tóxico de las semillas de Leucaena glauca, pero no observaron con estos animales la pérdida de cabello que parece ocurrir cuando con estas semillas se alimentan al ganado. Aung de Myanmar  aisló la nueva subespecie de K. pneumonae que puede degradar la mimosina.